# Lingue chon
Le lingue chon sono una famiglia di lingue estinte native americane un tempo parlate in Patagonia, in Argentina e in alcune aree del Cile meridionale. Tra quelle attestate vi sono l'ona, parlato dall'omonima popolazione delle aree a nord-est della Terra del Fuoco, il tehuelche, parlato dalla popolazione dello stesso nome che vive a nord di tale regione e, secondo alcuni linguisti, il puelche, una lingua dell'est della cordigliera delle Ande.
La parola "chon" è una variazione di tshon, che è una parola macedonia composta da "tehuelche" e "ona".